# Pierre Bondouy
Pierre Bondouy (Villefranche-de-Lauragais, 30 luglio 1970) è un ex rugbista a 15 francese, che da giocatore fu tre quarti per Narbona, Tolosa e Montauban.

## Biografia
Mosse i primi passi rugbistici nel Football club villefranchois, della sua città natale; passato al Narbona, ivi conobbe le sue prime esperienze di livello, esordendo nel massimo campionato e debuttando a livello internazionale con la Francia, con la quale disputò un incontro nel Cinque Nazioni 1997 vinto con il Grande Slam.
Al Tolosa dal 1997, con tale squadra vinse due titoli di campione francese e una Coppa nazionale, ed esordì in Heineken Cup; nel 2000 disputò il suo ultimo incontro internazionale, contro la Romania e nel 2001 passò al Montauban con cui chiuse la carriera agonistica nel 2004.
Impiegato all'Électricité de France dal 1998, lavora attualmente nel settore mercato di tale azienda, per la regione del Tarn e Garonna.
Attivo anche nel campo della solidarietà, è padrino dell'associazione di Montauban “Les Amis de Coralie”, che è impegnata nella ricerca sulla sindrome da delezione 22q11, anche nota come “di Di George”.

## Palmarès
- Campionati francesi: 2
Tolosa: 1998-99, 2000-01
- Coppe di Francia: 1
Tolosa: 1997-98